# N'Douci
N'Douci  è una città e sottoprefettura della Costa d'Avorio appartenente al dipartimento di Tiassalé. Conta una popolazione di 56 990 abitanti (censimento 2014).